# Timo Solin

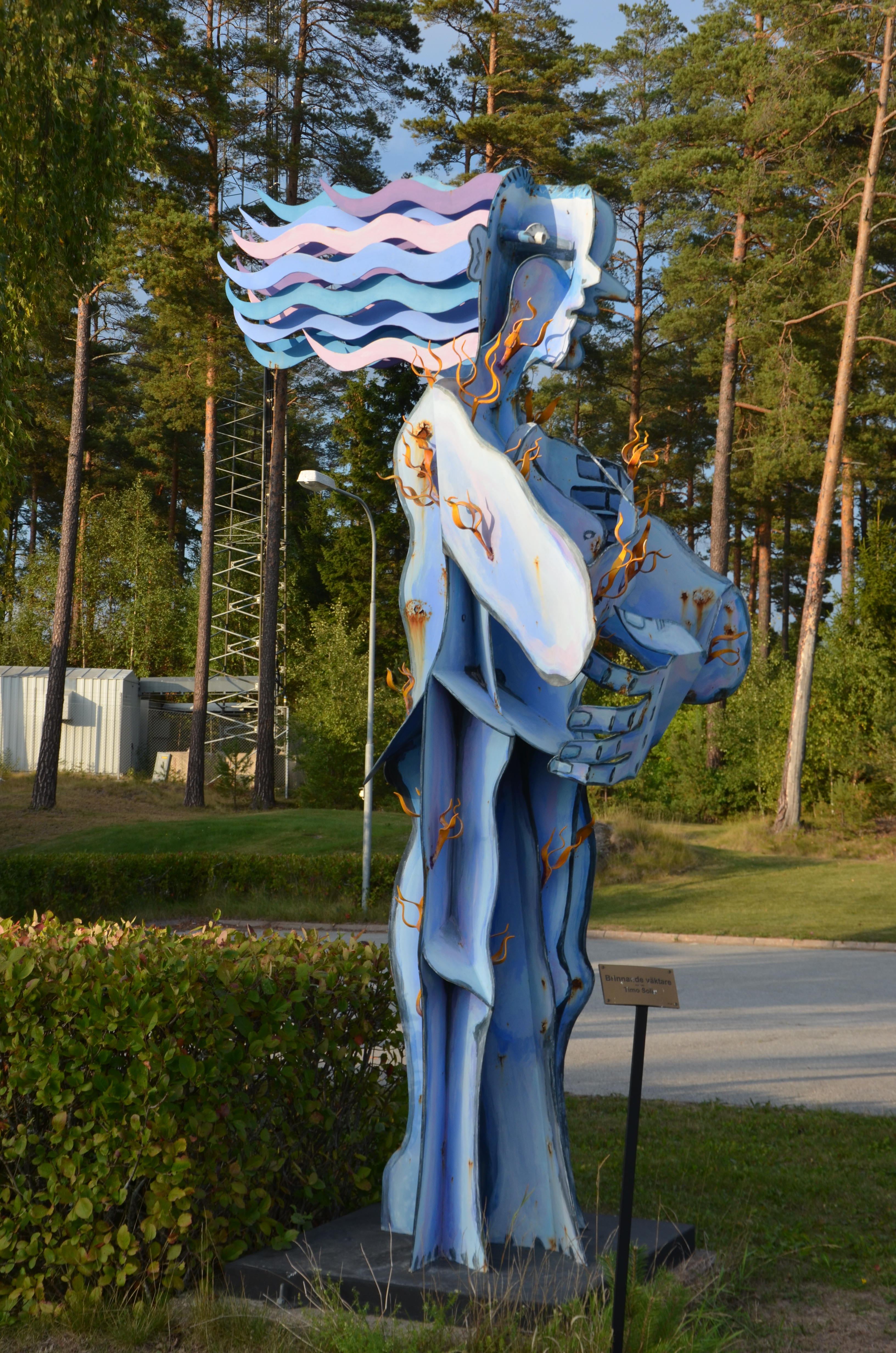
Brinnande väktare vid Räddningsstationen i Bålsta

Timo Artturi Solin, född 7 december 1947 i Tammerfors i Finland, är en finländsk-svensk skulptör, målare och författare.
Timo Solin växte upp i en textilarbetarfamilj i Tammerfors. Under 1960-talet börjar han närma sig konsten först som målande konstnär och därefter även som lyriker. Han flyttade från Tammerfors till Sverige 1975 och bedrev under en tid konststudier. Från 1980-talet började han att skulptera, först i trä, med skulpturer som ställdes ut i Rottneros skulpturpark, och senare i brons och från 1985 i plåt. Han hade sin första separatutställning på Galleri Aix i Stockholm 1982.
Kvinnan är oftast motivet i hans konstverk. Han är mest känd för kvinnoskulpturer i målad plåt med kraftiga och uttrycksfulla vilda kvinnor med rött flygande hår som utstrålar frihet och styrka.
Hans lyrik är en form av haikudiktning.

## Offentliga verk i urval
- Grön kvinna med ring, 1999, bortom Sjökvarteret i Mariehamn på Åland
- Brinnande väktare, skulptur i plåt, utanför räddningsstationen i Bålsta
- Guardian utanför Open Air Museum i Japan
- Väktare utanför samlingssalen Forum, Campus Skellefteå
- Leende väktare, 1994, framför kulturhuset Barbacka, Barbackagatan i Kristianstad